# Société d'archéologie et d'histoire du pays de Lorient
La Société d'archéologie et d'histoire du pays de Lorient est une société savante fondée en 1969 à Lorient.

## Histoire
Durant les années 1970, l'activité de la société se caractérise par des chantiers de fouille puis, dans les années 1990, par de la prospection terrestre et aérienne.

## Publications
- Bernard Ginet et Roger Bertrand, Prospection-inventaire des "sites à fossés" dans la partie occidentale du département du Morbihan, 2011, 141 p.